# Tianhe-I
Tianhe-I (天河一号 em caracteres simplificados, 天河一號 em caracteres tradicionais, Tiānhé yīhào em pinyin, significando «Número um da Via Láctea»), é um supercomputador do National Supercomputing Center, em Tianjin na República Popular da China. É um dos raros supercomputadores capazes de ultrapassar a barreira de alguns petaFLOPS · .
Em outubro de 2010, uma versão melhorada da máquina (Tianhe-1A) equipada com 7168 GPUs Nvidia Tesla e 14 336 processadores Intel Xeon tornou-se o supercomputador mais rápido do mundo, capaz de atingir 2,5 petaFLOPS, à frente do supercomputador Jaguar da Cray Inc.. O Tianhe-I é explorado como um sistema de livre acesso para a investigação científica que necessite de cálculo em grande escala e usa um sistema operativo Linux.